# Bombers
«Bombers» es una canción escrita por el músico británico David Bowie. Fue grabada en julio de 1971 para el álbum Hunky Dory, pero fue reemplazada por «Fill Tour Heart».
Fue publicada como un sencillo promocional por RCA Records en los Estados Unidos en noviembre de 1971, junto con una remezcla de «Eight Line Poem». Una versión bootleg fue publicada a inicios de los años 1980 junto con «London Bye, Ta-Ta» como lado A. Más tarde, la canción fue publicada como un bonus track en la reedición de Rykodisc de Hunky Dory en 1990.
La canción fue publicada oficialmente por segunda vez en 2017 en un LP promocial, comúnmente llamado BOWPROMO, como un lanzamiento de edición limitada de Record Store Day.

## Versiones en vivo
- Antes de la grabación de estudio fuera hecha, fue grabada para el programa de radio de la BBC In Concert con John Peel, el 3 de junio de 1971 (transmitido el 20 de junio de 1971). En el 2000, esta grabación fue publicada en el álbum Bowie at the Beeb.[7]

## Otros lanzamientos
- La canción fue publicada como sencillo junto con «Eight Line Poem» como lado B en noviembre de 1971.[3]
- La canción fue publicada como lado B del lanzamiento de sencillo de «London Bye, Ta-Ta» el 11 de agosto de 1979.[8]

## Créditos
Créditos adaptados desde the Bowie Bible.
- David Bowie – voz principal, teclado
- Mick Ronson – guitarra, coros
- Trevor Bolder – bajo eléctrico
- Mick Woodmansey – batería
- Mark Carr-Pritchard – guitarra rítmica